# ای‌ال‌سی ۵۰
ای‌ال‌سی ۵۰ (به انگلیسی: ALC 50) یک کشتی است که طول آن ۷۹٫۹ فوت (۲۴٫۴ متر) می‌باشد. این کشتی در سال ۱۹۶۰ ساخته شد.